# Kovács János (mérnök)
Kovács János (1700 körül – Apatin, 1765. március 12.) mérnök, kartográfus, krónikaíró. Fabriciusnak, azaz Fábrynak is nevezte magát. 

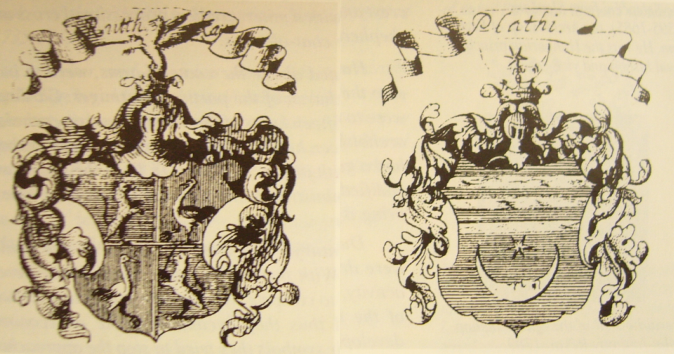
A Ruttkay és Platthy család címere Kovács János metszetein (1723)

## Életpályája
A jénai egyetemen tanult, ahol 1730-ban doktori fokozatot szerzett. Az esztergomi érsekség udvari mérnöke lett, majd Moson vármegye mérnöke, 1736-tól Pozsony vármegyei földmérő. Mikoviny Sámuel tanítványa és utóda a vármegye mérnöki hivatalában. 1763-tól kamarai mérnök. Munkája során térképészeti munkákat – leggyakrabban határ- és birtokfelméréseket – is végzett. Ő készítette el azt a két térképet, amelyek valószínűleg a legkorábbi teljesen magyar nyelvű térképek. A két magyar nyelvű térkép Páld és Kisgeszt határvonalait ábrázolta, kiegészítve a két település határvonalainak leírásával.
Folytatást írt Pethő Gergely 17. századi krónikájához 1749-ig, foglalkozott heraldikával is.
Bél Mátyás Notitiae című művének ötödik kötetéhez ő készítette Moson vármegye térképét és egyes Turóc vármegyei nemesi családok címereinek rézmetszetét. Ezeket Appendix címen előkészítette a kiadásra is, de anyagi okok miatt nem valósult meg. Kézirata ma az esztergomi érseki könyvtárban van elhelyezve. Jellegzetesek különleges pajzsformái.
1736 előtt elkészítette a Vladár család címerének rajzát, melyet három családhoz kapcsolt (Vladár, Cseperi, Batisz).

## Művei
- Appendix diplomatica ad historiam comitatus thurocziensis ex documentis autenticisncomitate et numeros sius locis accomodata (1723)
- A magyar krónikának röviden lerajzolt sommája, melynek az első része Pethő Gergely munkájából szedegettetett; rész szerént különb különb féle könyvekbűl is bővíttetett; második része pedig némely irásokbúl kivétetett, és a magyar nemzetnek jeles emlékezetire és hasznára ez uj formában kibocsáttatott, a mint is 1742. esztendőkig folytatott M. Kovács János által. Continuátiója a Magyar Krónikának. Második rész, foglalván magában 18 esztendő, melyben a föls. Austriai házbúl származandó Ertzherczegek Első, második és negyedik Ferdinándok… uralkodtak; azoknak idejekben állapottyát az országnak, változások, emlékezetre méltó dolgok. Főszemélynek előmenetle, holott más országok felől is imitt-amott szó esik … I[5]-II Pozsony 1742
- Magyarországnak rövid reflexiókkal való folytatása. Mária II. Theresie Magyar és Cheországnak örökös királylya (1740-1749-ig, czimlap nélkül). Ajánlotta Batthyány Lajos gróf vasmegyei főispán-, kir. kanczellár- és később nádornak. Pozsony 1750
- Hadi exercitium, vagyis gyalog remenetnek gyakorlási, mely Kevenhiller fő generalis alkotmányábul magyar tiszt uraimék kedveért nyelvünkre fordíttatott, úgy némely mathematikai observatiókkal megvilágosíttatott nemes hazájának javát kivánó … által. Pozsony, (1746)
- Mappa comitatus Mosoniensis, é. n., metszette Nieloai J.
- Stadtmauern und Graben (kézirat)